# سیارک ۳۵۳۲۵
سیارک ۳۵۳۲۵ (به انگلیسی: 35325 Claudiaguarnieri، نامگذاری:1997EU7)۳۵۳۲۵مین سیارک کشف شده‌است که در ۰۷ مارس ۱۹۹۷ کشف شد.